# 나마세 카츠히사
나마세 카츠히사(일본어: 生瀬勝久 なませ かつひさ[*], 1960년 10월 13일 ~ )는 일본의 배우이다. 효고현 니시노미야시에서 태어났으며, 소속사는 큐브(キューブ, Cube)이다. 옛 예명은 야리마쿠리 산스케(槍魔栗 三助).
주요 작품으로는 드라마 《트릭》시리즈와 《고쿠센》 시리즈가 있다.

## 주요 출연 작품

### 드라마
2005년
- 《고쿠센 2》
- 《지금, 만나러 갑니다》
- 《브라더 비트》
- 《반딧불의 묘》

2006년
- 《여왕의 교실 스페셜》
- 《갸루사》
- 《공명의 갈림길》
- 《톱 캐스터》
- 《14세의 어머니》

2007년
- 《반짝반짝 연수의》

2008년
- 《내일의 키타 요시오》
- 《4자매 탐정단》
- 《고쿠센 3》
- 《캣 스트릿》

2009년
- 《고쿠센 졸업 스페셜 '09》
- 《BOSS》

2010년
- 《료마전》 요시다 쇼인 역
- 《경부보 야베 겐조》
- 《GM: 춤춰라 닥터》

2011년
- 《란마½》

2012년
- 《이제 유괴따윈 안해》
- 《스트로베리 나이트》
- 《필살사업인 2012》
- 《리갈 하이》
- 《고스트 마마 수사선~나와 마마의 이상한 100일~》

2014
- <<미안해 청춘!>>

### 영화
- 2000년 《케이조쿠/영화 뷰티풀 드리머》
- 2002년 《트릭 극장판》
- 2004년 《불량공주 모모코》
- 2005년 《한밤중의 야지키타》
- 2006년 《우초텐 호텔》
- 2006년 《트릭 극장판 2》
- 2007년 《마이코 한!!!》
- 2009년 《얏타맨》
- 2009년 《고쿠센 더 무비》
- 2009년 《남극의 쉐프》
- 2010년 《고고한 메스》
- 2011년 《하야부사》
- 2013년 《스트로베리 나이트》
- 2020년 《카이지 파이널 게임》 - 사카자키 코타로 역
- 2023년 《배드 랜드》